# Syndrome de la main étrangère
Ne pas confondre avec le Membre fantôme.
 Mise en garde médicale
Le syndrome de la main étrangère, en anglais : Alien Hand Syndrome (AHS), est une affection neurologique rare — une cinquantaine de cas décrits entre 1909 et 2006 —, parfois également appelée « syndrome de la main anarchique », « syndrome du Dr Strangelove » (traduit et adapté en français : « syndrome du docteur Folamour ») ou « syndrome de la main capricieuse », provoquant chez les personnes qui en sont atteintes des mouvements incontrôlables de la main qui semble dirigée par une volonté externe (inconsciente) .

## Épidémiologie
C'est dans les cas où la personne a les deux hémisphères cérébraux chirurgicalement séparés que le syndrome est le mieux décrit. Cette intervention est parfois pratiquée pour tenter de soulager des situations extrêmes d'épilepsie. Ce syndrome peut également survenir après une intervention neurochirurgicale, une attaque cérébrale, une infection, une tumeur cérébrale, un anévrisme intracrânien, dans des cas spécifiques d'affection neurologique dégénérative comme la maladie d'Alzheimer ou la maladie de Creutzfeldt-Jakob.
Les autres aires cérébrales qui sont associées au syndrome de la main étrangère sont les lobes frontaux,,, occipitaux et pariétaux,,.

## Histoire
La première description a été publiée en 1908 en allemand par le neuropsychiatre Kurt Goldstein. Il y décrivait une femme droitière qui avait subi un accident vasculaire cérébral entraînant une paralysie de son hémicorps gauche, dont elle avait partiellement récupéré au moment où elle était vue. Toutefois son bras gauche semblait appartenir à quelqu'un d'autre et réalisait des actions motrices qui semblaient indépendantes de sa volonté.
La patiente se plaignait d'un « sentiment d'étrangeté » dans sa relation aux mouvements déterminés de sa main gauche et insistait, déclarant que « quelqu'un d'autre » bougeait sa main, et qu'elle ne la commandait pas elle-même. Goldstein rapportait dans ses conclusions : « elle fut initialement considérée comme paranoïaque. » Quand la main gauche saisissait un objet, elle ne le réalisait pas consciemment. La somesthésie de l'hémicorps gauche était altérée, notamment en ce qui concerne l'orientation du bras dans l'espace.
Quelques mouvements spontanés impliquant la main gauche étaient observés, comme ceux de s'essuyer le visage, se frotter les yeux, mais étaient relativement peu fréquents. Ce n'est qu'au prix d'importants efforts qu'elle réussissait à effectuer des mouvements simples selon des instructions données, et ces mouvements étaient accomplis avec lenteur, souvent incomplètement, même si ces mêmes mouvements avaient été précédemment réalisés involontairement avec une relative aisance, dans un mode de contrôle « étranger ».
À partir de ces observations, Goldstein développa une « doctrine de l'apraxie motrice » dans laquelle il discutait du processus impliqué dans la génération d'un mouvement volontaire et interprétait ces résultats dans le contexte d'une structure centrale supposée, organisée autour de la perception et d'une représentation interne du continuum espace-temps englobant la mémoire, la volonté et d'autres processus cognitifs de haut niveau.
Goldstein soutenait qu'une organisation conceptuelle unifiée et une appréhension générale de l'espace-temps (la Gestalt), dans laquelle tous les aspects d'une perception sensorielle pertinente, à la fois du corps physique (c'est-à-dire via l'intéroception) et de l'espace environnant (c'est-à-dire via l'extéroception), seraient toutes deux nécessaires à la fois à la perception de l'objectif et à l'action efficace du mouvement corporel, dans une relation avec l'espace environnant et les objets situés alentour.
Dans ses publications classiques colligeant un large éventail  de syndromes de déconnexion liés à une atteinte cérébrale focale, Norman Geschwind a déclaré que Kurt Goldtein « avait sans doute été le premier à souligner la non-unité de personnalité chez les patients présentant une section du corps calleux, et ses potentielles implications psychiatriques. »
Le syndrome de la main anarchique et celui de la main étrangère sont similaires mais peuvent être distingués. Les deux présentent des mouvements involontaires mais ciblés et autonomes du membre supérieur, associés à un conflit entre les mains. La « main anarchique » est habituellement différenciée de la « main étrangère » : elle est plus souvent associée à des déficits moteurs et les patients la reconnaissent comme la leur, même s'ils sont gênés par ses actions involontaires.
En cas de syndrome de la main étrangère le sujet a tendance à présenter plus de déficits sensoriels et à se désolidariser lui-même de la main et de ses actions, faisant fréquemment remarquer que le comportement de la main n'est pas le sien.

## Signes et symptômes
Une personne qui a un syndrome de la main étrangère peut avoir une sensibilité conservée de la main ou de la jambe tout en étant persuadé que cette main, partie intégrante de son corps, se comporte d'une manière totalement étrangère à son comportement habituel. Cet individu a perdu tout « sentiment de maîtrise (en) » lié à un mouvement ciblé du bras tout en conservant le sentiment que ce membre lui appartient bien. Les sujets atteints ont la sensation de n'avoir aucun contrôle sur les mouvements de la main étrangère, mais que, au contraire, la main est capable d'agir en toute autonomie — c'est-à-dire indépendamment du contrôle de leur volonté — dans les faits « la main a sa propre volonté ».
Le « comportement étranger » peut être distingué du comportement réflexe en ce que ce dernier est modulable par la volonté alors que le premier est incoercible. Parfois le patient ne sera aucunement conscient de ce que sa main fait jusqu'à ce soit porté à son attention ou jusqu'à ce que la main fasse quelque chose qui attire l'attention sur son comportement. Il y a une claire distinction entre les comportements des deux mains : la main affectée est perçue comme « rebelle », parfois « désobéissante » et généralement hors de la sphère de contrôle volontaire. Quelquefois, et particulièrement chez des patients qui ont une lésion du corps calleux qui connecte les deux hémisphères cérébraux (voir aussi Commissurotomie cérébrale), les mains semblent agir en opposition l'une à l'autre.
Un syndrome proche décrit par le neurologue François Lhermitte concerne le relâchement, par désinhibition, d'une tendance compulsive à utiliser les objets à portée de main du patient atteint,. Le comportement du patient est alors nécessairement lié, dans un certain sens, aux « affordances » (terme d'usage introduit par le psychologue américain James J. Gibson) présentées par les objets situés dans l'immédiat environnement du sujet.
Cette affection, appelée « comportement d'utilisation (en) » , est le plus souvent associée à d'importantes lésions bilatérales du lobe frontal et pourrait être considérée comme un syndrome « bilatéral » de main étrangère dans lequel le patient est compulsivement gouverné par les contingences extérieures environnementales (ex. : la présence sur la table d'une brosse à cheveux devant lui déclenche le geste de se brosser les cheveux) et n'offre aucune possibilité  de « refréner » et d'inhiber les puissants programmes moteurs inexorablement liés à la présence d'objets spécifiques externes dans l'espace qui entoure le sujet.
Si la lésion du lobe frontal est bilatérale, et généralement quand elle est étendue, le patient perd complètement la capacité d'agir en toute autonomie et devient totalement dépendant des indices environnementaux, qui orientent son comportement dans un contexte social plus général : une affection appelée « syndrome de dépendance à l'environnement (en) ».
Afin de faire face à cette atteinte, certains patients s'engagent dans une véritable personnification de la main concernée.
Ces petits noms sont souvent de nature péjorative, du gentil « Effrontée » jusqu'au méchant « Monstre de la Lune ».
Doody et Jankovic ont décrit par exemple une patiente qui appelait sa main étrangère « baby Joseph ». Quand la main entrait en action, lui jouant des tours tels que pincer ses mamelons (comme un nourrisson lors de la tétée) elle s'en amusait et demandait à « baby Joseph » d'« arrêter de faire le vilain » (« to stop being naughty »). Bogen suggéra par ailleurs que certains traits de personnalité, comme une personnalité flamboyante, contribueraient à la personnification fréquente de la main concernée.
L'imagerie médicale et les recherches en physiopathologie révèlent que le lobe frontal (dans les cas le concernant, les variantes « frontales » du syndrome) et le corps calleux (pour les variantes « calleuses ») sont les régions anatomiques dont les lésions sont les plus impliquées dans le syndrome de la main étrangère. Ces zones du cerveau sont intimement intriquées dans la planification du mouvement et ses voies finales.
La variante du syndrome impliquant le corps calleux comporte des actes moteurs volontaires complexes par la main non dominante au cours desquels une main agit à l'opposé de « la bonne main ». À titre d'exemple, une patiente a été observée portant à la bouche une cigarette de sa main intacte et « sous contrôle » (sa main droite, dominante) après quoi sa main gauche, non dominante et « étrangère » saisissait la cigarette, lui ôtait des lèvres et la jetait au loin avant même que la main droite, dominante et sous contrôle n'ait l'occasion de l'allumer.
La patiente émettait alors l'hypothèse : « I guess 'he' doesn't want me to smoke that cigarette. » (« Je suppose qu'« il » ne veut pas que je fume cette cigarette »)
Une autre patiente a été observée alors qu'elle boutonnait son chemisier de sa main dominante sous contrôle alors que, dans le même temps, la main étrangère non dominante déboutonnait le vêtement.
La variante frontale concerne dans la plupart des cas la main dominante, mais peut tout autant atteindre l'autre en fonction du côté de la lésion du cortex frontal médian ; elle inclut le réflexe de préhension (en anglais : grasp reflex), le tâtonnement impulsif des objets et/ou la ferme préhension (c'est-à-dire qu'il est alors difficile de lui faire lâcher prise).
Dans la plupart des cas, les signes classiques de main étrangère sont secondaires à une lésion du cortex frontal médian associée à une atteinte du corps calleux.
Chez ces patients la principale cause lésionnelle est un infarctus unilatéral ou bilatéral du cortex irrigué par l'artère cérébrale antérieure ou ses collatérales.
Le sang riche en oxygène est apporté par l'artère cérébrale antérieure aux zones les plus médiales des lobes frontaux et aux deux tiers du corps calleux, l'infarctus peut ainsi léser des régions cérébrales voisines dans les territoires irrigués. L'atteinte de la partie médiane du lobe frontal étant fréquemment associée à des lésions du corps calleux, les cas selon la variante « frontale » peuvent présenter également des signes de la variante « calleuse ».
Les cas spécifiques de cette dernière n'ont cependant pas tendance à montrer les signes frontaux de la main étrangère.

## Sous-types
Plusieurs sous-types du syndrome de la main étrangère sont distingués en fonction des distributions spécifiques des lésions cérébrales associées.

### Corps calleux

Le corps calleux (en rouge) relie les deux hémisphères du cerveau.

Une lésion du corps calleux peut occasionner des actions intentionnelles de la main non dominante du sujet atteint : quelqu'un dont l'hémisphère dominant serait le gauche ferait l'expérience d'une main gauche devenant étrangère, alors que c'est la main droite qui le deviendrait chez un sujet à l'hémisphère droit dominant.
Dans la variante « calleuse », la main du patient contrarie les actions volontaires effectuées de l'autre, la « bonne » main. Deux phénomènes sont souvent décelés chez les patients avec un main étrangère « calleuse » : une « dyspraxie agoniste » et une « dyspraxie diagonistique ».
La dyspraxie agoniste implique l'exécution automatique compulsive de commandes motrices d'une main alors que le patient cherche à exécuter d'autres mouvements de l'autre. Par exemple quand on demande à un sujet présentant une lésion du corps calleux de tirer une chaise vers l'avant, la main atteinte chercherait à pousser impulsivement et fermement la chaise en arrière.
L'apraxie agoniste peut donc être considérée comme une interaction involontaire compétitive entre les deux mains réalisant un objectif intentionnel dans lequel la main atteinte dispute à la bonne main l'achèvement de l'action initiée par la main non atteinte. La dyspraxie diagonistique, d'un autre côté, implique un conflit entre l'action désirée à laquelle participe la main non atteinte et l'action de la main atteinte, faisant interférence et s'opposant à l'objectif de l'action désirée de l'autre.
Quand Akelaitis intervenait sur le corps calleux de ses patients afin de réduire leurs crises d'épilepsie, la main étrangère, gauche, d'un patient contrariait souvent la droite : il essayait par exemple de tourner les pages d'un livre avec la main droite alors que l'autre main cherchait à fermer le livre.
Dans un autre cas de syndrome de la main étrangère lié à une atteinte du corps calleux, le patient ne souffrait d'aucun conflit entre ses deux mains mais plutôt d'un symptôme caractérisé par des mouvements de la main atteinte, involontaires en miroir. Quand on demandait au patient d'exécuter des mouvements d'une main, l'autre effectuait involontairement un mouvement en miroir qui persistait même quand celui-ci était porté à son attention, on demandait alors de refréner le mouvement en miroir. Ce patient présentait un anévrisme rompu près de l'artère cérébrale antérieure à l'origine des reflets des mouvements de sa main droite par ceux de sa main gauche. Le patient décrivait sa main gauche interférant fréquemment et entravant quoi qu'il fasse avec sa main droite. Par exemple, s'il cherchait à saisir un verre de la main droite en l'abordant par la droite, la main gauche se tendait involontairement et saisissait le verre par son côté gauche.
Plus récemment Geschwind et al. décrivirent le cas d'une femme souffrant d'importantes lésions coronariennes. Une semaine après avoir bénéficié d'un pontage aorto-coronarien elle remarqua que sa main gauche commençait à « vivre sa propre vie ». Elle déboutonnait sa robe, cherchait à l'étouffer dans son sommeil et entrait automatiquement en compétition avec la main droite pour répondre au téléphone. La patiente dut l'entraver physiquement avec sa main droite pour éviter un accident : un comportement appelé « auto-restriction ». La main gauche montrait également des signes d'une importante apraxie idéomotrice. Elle était capable de mimer des actions mais uniquement avec l'aide de mouvements exécutés en miroir par la main droite (syncinésie potentialisante). Geschwind et al. décelèrent par IRM une lésion dans la moitié postérieure du corps calleux, épargnant la moitié antérieure et le splenium mais s'étendant un peu à la substance blanche du cortex cingulaire droit.

### Lobe frontal

Les deux lobes frontaux (ici en rouge).

Une lésion unilatérale à la face mésiale du lobe cérébral frontal peut déclencher des mouvements ciblés, saisissants et autres de la main controlatérale.
Avec les lésions du lobe frontal antéromédial, ces mouvements sont exploratoires, saisissant souvent et utilisant les objets environnants, sans aucune sensation de la part du patient de contrôler ces mouvements.
Une fois qu'un objet a été saisi et maintenu dans une prise ferme dans cette variante « frontale » de la main étrangère, le patient a souvent des difficultés à relâcher volontairement la prise, on peut le voir parfois décoller ses doigts un à un de l'objet agrippé à l'aide de la main opposée : on parle alors de préhension tonique ou de « réaction instinctive de préhension ».
À l'exemple du neurologue Derek Denny-Brown, ce symptôme est parfois décrit comme « apraxie magnétique,. »
Goldeberg et Bloom décrivirent une femme souffrant d'un large infarctus cérébral antérieur gauche à la surface médiale du lobe frontal gauche la laissant avec une main étrangère, variante frontale, concernant sa main droite. Il n'y avait aucun signe de déconnexion interhémisphérique ni d'indice de lésion du corps calleux. La patiente présentait de fréquents réflexes de préhension : sa main droite atteignait et saisissait des objets sans les relâcher. Concernant la préhension tonique, plus la patiente tentait de lâcher l'objet et plus la prise était serrée. La patiente finissait par laisser échapper l'objet au prix d'efforts intenses, et le comportement pouvait reprendre en cas de distraction. La patiente pouvait également forcer le lâcher de la prise en décollant un  à un ses doigts de l'objet saisi à l'aide de sa main gauche valide.
En plus la main grattait la jambe de la patiente à tel point qu'une orthèse fut nécessaire pour éviter toute blessure.
Un autre patient reportait non seulement des préhensions toniques d'objets alentour, mais la main étrangère pouvait également empaumer le pénis du patient et exécuter une masturbation en public.

### Lobes pariétaux et occipitaux

Les deux lobes pariétaux (en rouge).
Les deux lobes occipitaux (en rouge).

Une variante distincte du syndrome de la main étrangère est associée à des lésions du lobe pariétal, postérieur et latéral, et/ou du lobe occipital du cerveau. Dans ces cas-là les mouvements consistent plus à lancer la face palmaire en avant qu'à atteindre pour les saisir, les objets alentour, et ce afin de provoquer une stimulation tactile de la palme de la main, comme c'est le plus souvent observé dans la forme frontale du syndrome : dans la forme frontale le contact avec la paume et les doigts de la main favorisent la flexion des doigts et la préhension de l'objet dans une boucle de rétroaction positive (c'est-à-dire que le stimulus provoque un mouvement qui accentue, renforce et entretient la stimulation déclenchante).
Au contraire, dans cette variante postérieure du syndrome, le contact tactile à la surface ventrale de la main et des doigts est activement évité par la facilitation de l'extension des doigts et le retrait de la paume, dans une boucle de rétroaction négative (c'est-à-dire que le stimulus, et même l'anticipation  de la stimulation de la face palmaire, provoquent un mouvement de la paume et des doigts qui réduit, neutralise efficacement et écarte la stimulation déclenchante, ou, dans le cas d'un contact palmaire prévisible, diminue la possibilité d'un tel contact). Les mouvements étrangers dans la variante postérieure du syndrome ont également tendance à être moins coordonnés, montrant une ataxie fruste dans le mouvement effectué, qui n'est d'ordinaire pas présente dans la forme frontale de l'affection.
C'est généralement attribué à une forme optique d'ataxie puisqu'elle favorisée par la présence de l'objet dans le champ visuel, attirant le regard. Cette apparente instabilité pourrait être due à la fragile interaction entre la tendance à l'évitement de l'objet et l'atteinte de la cible, stimulée par la vue.
Le membre étranger dans la variante postérieure du syndrome peut sembler léviter, naviguer dans l'air au-dessus des surfaces de contact, par l'action des muscles antigravitaires. La main étrangère peut adopter une posture typique, parfois décrite comme la « main pariétale » ou la « réaction instinctive d'évitement » (expression employée par le Dr Derek Denny-Brown en opposition à l'« apraxie magnétique, » observée dans la variante frontale du syndrome et décrite plus haut), dans laquelle les doigts suivent un mouvement d'extension extrême des articulations interphalangiennes et métacarpophalangiennes, la surface palmaire est retirée de façon active à l'approche de l'objet ciblé ou des surfaces d'appui. Les mouvements étrangers restent cependant ciblés et orientés, à la distinction des autres mouvements involontaires du membre supérieur (ex. : athétose, chorée ou myoclonie).

### Similarités entre les variantes frontales et postérieures
Dans les deux variantes, frontales et postérieures, du syndrome de la main étrangère, les réactions du patient face à l'apparente capacité du bras à réaliser des mouvements ciblés indépendamment de sa propre volonté sont similaires.
Dans ces deux variantes du syndrome de la main étrangère, c'est la main du côté opposé à la lésion cérébrale qui devient l'étrangère.

## Théories explicatives
Le cortex moteur primaire contrôlant la mobilisation de la main est isolé des influences du cortex prémoteur mais reste généralement intact, conservant son aptitude à exécuter des mouvements du membre supérieur : c'est le point émergent partagé dans toutes les situations de main étrangère.
Une étude de 2009 en IRM fonctionnelle (IRMf) observant la séquence dans le temps de l'activation des réseaux neuronaux associés au mouvement volontaire chez des individus normaux a montré « un gradient temporel antéropostérieur d'activité depuis l'aire motrice supplémentaire jusqu'au cortex pariétal postérieur, en passant par les zones corticales prémotrices et motrices. »
Ainsi, lors d'un mouvement volontaire normal, le « sentiment émergent de maîtrise (en) » apparaît lié à une séquence ordonnée d'activation se développant au départ dans le cortex frontal antéro-médial à proximité du complexe moteur supplémentaire, à la surface et à la face interne et frontale de l'hémisphère (qui comprend l'aire motrice supplémentaire) puis du cortex moteur primaire dans le gyrus pré-central à la surface externe de l'hémisphère, quand un mouvement de la main est généré.
L'activation du cortex moteur primaire, supposé directement impliqué dans l'exécution de l'action par les projections corticales des voies pyramidales, est alors suivie de l'activation du cortex pariétal postérieur, peut-être lié par des voies récurrentes ou « ré-afférentes » aux signaux somatosensoriels de rétroaction générés en périphérie par le mouvement lui-même, signaux qui devraient interagir avec la décharge corollaire provenant du cortex moteur primaire pour permettre au mouvement d'être reconnu comme auto-généré plutôt qu'imposé par une force extérieure.
Autrement dit, la décharge corollaire permet à l'influx récurrent afférent somota-sensoriel en provenance de la périphérie, associé au mouvement volontaire auto-généré, d'être reconnus en tant que « ré-afférence » distincte de l'« ex ré-afférence ». Tout défaillance de ce mécanisme peut conduire à un absence de distinction entre le mouvement volontaire du bras, auto-généré, et le mouvement généré de l'extérieur. Cette situation anormale pourrait facilement à l'interprétation que ce qui est en réalité un mouvement auto-généré a été produit par une force extérieure, résultat d'un échec à développer le sentiment de maîtrise (en) lié à la production du mouvement généré par soi-même (voir la discussion détaillée plus bas).
Une étude en IRM fonctionnelle (IRMf) datant de 2007 analysant la différence entre les schémas cérébraux fonctionnels d'activation liés au membre étranger et le schéma moteur « volontaire » chez un patient présentant le syndrome de la main étrangère a montré que le mouvement étranger impliquait une activation « isolée » anormale du cortex moteur primaire au sein de l'hémisphère lésé, controlatéral à la main étrangère, alors que le mouvement non-étranger impliquait le processus habituel d'activation, décrit dans le paragraphe précédent, au cours duquel le cortex moteur primaire de l'hémisphère intact active le geste, de concert avec le cortex prémoteur frontal et le cortex pariétal postérieur vraisemblablement impliqués dans le réseau cortical normal en générant des influx pré-moteurs en direction du cortex moteur primaire ainsi qu'une activation ré-afférente post-motrice du cortex pariétal postérieur.
En combinant des deux études d'IRMf, l'hypothèse que le mouvement étranger sans sentiment de maîtrise (en) apparaîtrait à la suite d'une activité autonome au sein du cortex moteur primaire indépendamment de toute influence préalable du cortex prémoteur, habituellement associée à l'apparition du sentiment de maîtrise lié à l'exécution du mouvement, peut être émise.
Comme noté plus haut, ces théories peuvent également être reliées au concept de décharge corollaire (en anglais : efference copy) et de « ré-afférence », où la décharge corollaire est un signal supposément dirigé à partir du cortex prémoteur (normalement activé dans le processus associé à l'émergence d'un mouvement généré de l'intérieur) en direction du cortex somatosensoriel, en région pariétale, avant même l'arrivée des informations « ré-afférentes » générées par le bras en mouvement, c'est-à-dire le retour d'afférences provenant du membre en mouvement auto-généré.
Il est communément admis que le mouvement est reconnu comme généré en interne, auto-généré, quand la décharge corollaire neutralise effectivement la ré-afférence.
Le retour d'afférence à partir du bras est en réalité corrélé au signal de la décharge corollaire de telle sorte que la ré-afférence est reconnue et distinguée de l'« ex-réafference », qui serait le retour en provenance du bras si le mouvement était imposé par une force extérieure.
Quand la décharge corollaire n'est plus correctement émise, le retour afférent en provenance du bras est alors perçu de manière erronée comme une « ex-afférence » générée de l'extérieur, sans être ni corrélé ni annulé par l’efference copy (décharge corollaire).
Il en résulte le développement de la perception que le mouvement n'est pas généré de l'intérieur, même s'il l'est vraiment (c'est-à-dire échec du sentiment de maîtrise (en), en anglais : sense of agency, à émerger en même temps que le mouvement) indiquant potentiellement un échec de production de signal du sentiment de maîtrise associé normalement au processus prémoteur habituel qui prépare naturellement l'exécution.
Comme il n'y a pas de perturbation du sentiment de propriété du bras (un concept exposé dans l'article Wikipédia sentiment de maîtrise (en)) dans ce cas, et qu'il n'y a pas d'explication physique claire, visible aux mouvements ciblés de ce bras, sans aucun sentiment de maîtrise associé, le membre bougeant réellement seul, une dissonance cognitive émerge, potentiellement résolue en attribuant ces mouvements ciblés à une force étrangère non identifiable, qui aurait le pouvoir de manipuler le bras d'un autre de façon orientée.

### Déconnexion hémisphérique
La théorie veut que le syndrome de la main étrangère résulte d'une déconnexion entre les différentes parties du cerveau qui sont engagées dans différents aspects du contrôle des mouvements corporels. En conséquence, différentes régions du cerveau sont capables de commander des mouvements corporels, mais ne peuvent pas générer un sentiment conscient d'auto-contrôle de ces mouvements. En conséquence, le "sens de l'action" qui est normalement associé au mouvement volontaire est altéré ou perdu. Il existe une dissociation entre le processus associé à l'exécution réelle des mouvements physiques du membre et le processus qui produit un sentiment interne de contrôle volontaire sur les mouvements, ce dernier processus créant donc normalement la sensation consciente interne que les mouvements sont initiés, contrôlés et produits par un soi actif.
Des études récentes ont examiné les corrélats neuronaux de l'émergence du sens de l'action dans des circonstances normales, ce qui semble impliquer une congruence constante entre ce qui est produit par l'écoulement efférent vers la musculature du corps et ce qui est perçu comme le produit présumé à la périphérie de ce signal de commande efférent. Dans le syndrome de la main étrangère, les mécanismes neuronaux impliqués dans l'établissement de cette congruence peuvent être altérés. Il peut s'agir d'une anomalie dans le mécanisme cérébral qui différencie la "réafférence" (c'est-à-dire le retour de la sensation kinesthésique à partir du mouvement "actif" du membre généré par le sujet lui-même) et l'"ex-afférence" (c'est-à-dire la sensation kinesthésique générée à partir d'un mouvement "passif" du membre produit par l'extérieur et auquel le sujet actif ne participe pas). Ce mécanisme cérébral impliquerait la production d'un signal parallèle de "copie d'efférence" envoyé directement aux régions sensorielles somatiques et transformé en "décharge corollaire", un signal afférent attendu de la périphérie qui résulterait de la performance induite par le signal efférent émis. La corrélation entre le signal de décharge corollaire et le signal afférent réel renvoyé par la périphérie peut alors être utilisée pour déterminer si, en fait, l'action prévue s'est produite comme prévu. Lorsque le résultat perçu de l'action est conforme au résultat prévu, l'action peut être qualifiée d'auto-générée et associée à un sens émergent de l'action.
Toutefois, si les mécanismes neuronaux impliqués dans l'établissement de ce lien sensorimoteur associé à l'action auto-générée sont défectueux, on peut s'attendre à ce que le sens de l'action ne se développe pas comme nous l'avons vu dans la section précédente.

## Culture populaire
- Dans le film Docteur Folamour (Dr Strangelove or: How I Learned to Stop Worrying and Love the Bomb, 1964) la main du principal joué par Peter Sellers mène sa propre vie[2]. Il en résulte que le syndrome est parfois appelé « Syndrome du Dr Strangelove ».

- Dans L'Arbre des Possibles de Bernard Werber, un policier a une main qui commet des meurtres du fait du syndrome de la main étrangère.

- Un personnage présente ce syndrome dans le 24e épisode de la saison 5 de la série télévisée Dr House.

- Le film Evil Dead 2 s'en est inspiré, dans la scène culte où le héros Ash se bat contre sa propre main.tudi

- Le sketch « La Main » du Studio Bagel met en scène un jeune homme qui ne parvient plus à contrôler sa main droite.